# Lijst van rijksmonumenten in Velsen-Zuid
De plaats Velsen-Zuid telt 63 inschrijvingen in het rijksmonumentenregister. Hieronder een overzicht.
| Object                                                               | Oorspronkelijke functie?  | Bouwjaar                       | Architect       | Locatie                              | Coördinaten?                  | Nr.?   | Afbeelding                                                           |
| -------------------------------------------------------------------- | ------------------------- | ------------------------------ | --------------- | ------------------------------------ | ----------------------------- | ------ | -------------------------------------------------------------------- |
| Hek van Hoogergeest                                                  | Grensafbakening           | 18e eeuw                       |                 | Toegangshek buitenplaats Hoogengeest | 52° 27' 13" NB, 4° 38' 37" OL | 37060  | Hek van Hoogergeest                                                  |
| Pand met gepleisterde topgevel                                       | Woonhuis                  |                                |                 | Hoofdbuurtstraat 3                   | 52° 27' 44" NB, 4° 38' 50" OL | 37062  | Pand met gepleisterde topgevel                                       |
| Lage woning, topgevel door pinakel bekroond                          | Woonhuis                  | 18e eeuw                       |                 | Hoofdbuurtstraat 5                   | 52° 27' 43" NB, 4° 38' 50" OL | 37063  | Meer afbeeldingen                                                    |
| Pand met gepleisterde topgevel                                       | Woonhuis                  |                                |                 | Hoofdbuurtstraat 6                   | 52° 27' 44" NB, 4° 38' 49" OL | 37064  | Meer afbeeldingen                                                    |
| Lage woning, gepleisterd, terzijde topgevel                          | Woonhuis                  |                                |                 | Kerkesingel 3                        | 52° 27' 39" NB, 4° 38' 50" OL | 37065  | Meer afbeeldingen                                                    |
| Lage woning, gepleisterd, terzijde topgevel                          | Woonhuis                  |                                |                 | Kerkesingel 5                        | 52° 27' 39" NB, 4° 38' 51" OL | 37066  | Meer afbeeldingen                                                    |
| Engelmunduskerk                                                      | Kerk en kerkonderdeel     | 10e of 11e eeuw                |                 | Kerkplein 1                          | 52° 27' 40" NB, 4° 38' 50" OL | 37067  | Meer afbeeldingen                                                    |
| 'De ark'                                                             | Woonhuis                  | laat 18e eeuw                  |                 | Kerkplein 5                          | 52° 27' 42" NB, 4° 38' 50" OL | 37068  | Meer afbeeldingen                                                    |
| Gepleisterd huis met uitgebouwde kamer                               | Woonhuis                  | 18e eeuw                       |                 | Meervlietstraat 34                   | 52° 27' 43" NB, 4° 38' 52" OL | 37069  | Meer afbeeldingen                                                    |
| Schuur van belang ter afsluiting van het kerkplein                   | Woonhuis                  | 18e eeuw                       |                 | Meervlietstraat 46                   | 52° 27' 42" NB, 4° 38' 52" OL | 37070  | Schuur van belang ter afsluiting van het kerkplein                   |
| Herenhuis met rechte gootlijst, houten deuromlijsting                | Woonhuis                  | 1821                           |                 | Meervlietstraat 58                   | 52° 27' 40" NB, 4° 38' 53" OL | 37071  | Meer afbeeldingen                                                    |
| Boerderij, gepleisterde lage woning in topgevels eindigend, laag hek | Boerderij                 | 18e eeuw                       |                 | Meervlietstraat 76                   | 52° 27' 33" NB, 4° 38' 52" OL | 37072  | Boerderij, gepleisterde lage woning in topgevels eindigend, laag hek |
| Pand met gepleisterde topgevel                                       | Woonhuis                  |                                |                 | Middendorpstraat 1                   | 52° 27' 44" NB, 4° 38' 50" OL | 37073  | Pand met gepleisterde topgevel                                       |
| Pand met gepleisterde topgevel                                       | Woonhuis                  |                                |                 | Hoofdbuurtstraat 12                  | 52° 27' 44" NB, 4° 38' 49" OL | 37074  | Meer afbeeldingen                                                    |
| Pand met hoog zadeldak tussen puntgevels met vlechtingen             | Woonhuis                  | 18e eeuw                       |                 | Middendorpstraat 2                   | 52° 27' 44" NB, 4° 38' 50" OL | 37075  | Upload foto                                                          |
| Pand met gepleisterde topgevel                                       | Woonhuis                  | 17e eeuw                       |                 | Middendorpstraat 6                   | 52° 27' 44" NB, 4° 38' 49" OL | 37076  | Pand met gepleisterde topgevel                                       |
| Lage woning                                                          | Woonhuis                  | 18e eeuw                       |                 | Middendorpstraat 10                  | 52° 27' 44" NB, 4° 38' 48" OL | 37077  | Lage woning                                                          |
| Waterland, diensthuis                                                | Woonhuis                  | begin 18e eeuw                 |                 | Rijksweg bij 116                     | 52° 27' 22" NB, 4° 38' 53" OL | 37079  | Upload foto                                                          |
| Pand met gepleisterde lijstgevel                                     | Woonhuis                  | 18e eeuw                       |                 | Torenstraat 11                       | 52° 27' 43" NB, 4° 38' 48" OL | 37082  | Meer afbeeldingen                                                    |
| Pand met hoge topgevel, samengetrokken zakgoot                       | Woonhuis                  | 18e eeuw                       |                 | Torenstraat 17                       | 52° 27' 43" NB, 4° 38' 48" OL | 37083  | Meer afbeeldingen                                                    |
| Voormalige Weeshuis en Oude van dagenhuis der N.H.Kerk               | Sociale zorg, liefdadigh. | 18e eeuw                       |                 | Torenstraat 2                        | 52° 27' 42" NB, 4° 38' 49" OL | 37084  | Meer afbeeldingen                                                    |
| Pand met trapgevel                                                   | Woonhuis                  | tweede helft 17e eeuw          |                 | Torenstraat 4                        | 52° 27' 43" NB, 4° 38' 49" OL | 37085  | Meer afbeeldingen                                                    |
| Lage woning                                                          | Woonhuis                  | 18e eeuw                       |                 | Torenstraat 14                       | 52° 27' 44" NB, 4° 38' 48" OL | 37086  | Meer afbeeldingen                                                    |
| Pand met verdieping en zadeldak tussen puntgevels met rollagen       | Woonhuis                  | 18e eeuw                       |                 | Zuiderdorpstraat 4                   | 52° 27' 43" NB, 4° 38' 51" OL | 37088  | Meer afbeeldingen                                                    |
| Pand met rechte gootlijst                                            | Woonhuis                  | 18e eeuw                       |                 | Zuiderdorpstraat 7                   | 52° 27' 42" NB, 4° 38' 50" OL | 37089  | Meer afbeeldingen                                                    |
| Pand met rechte gootlijst                                            | Woonhuis                  | 18e eeuw                       |                 | Zuiderdorpstraat 9                   | 52° 27' 42" NB, 4° 38' 50" OL | 37090  | Meer afbeeldingen                                                    |
| 'Het rode hert'                                                      | Woonhuis                  | 17e eeuw                       |                 | Zuiderdorpstraat 15                  | 52° 27' 42" NB, 4° 38' 49" OL | 37091  | Meer afbeeldingen                                                    |
| Beeckestijn, park- en tuinaanleg                                     | Tuin, park en plantsoen   | 1650-1700                      |                 | Rijksweg 136                         | 52° 27' 9" NB, 4° 39' 10" OL  | 506227 | Beeckestijn, park- en tuinaanleg                                     |
| Beeckestijn, hoofdgebouw                                             | Kasteel, buitenplaats     | 1772                           |                 | Rijksweg 136                         | 52° 27' 9" NB, 4° 39' 10" OL  | 506939 | Meer afbeeldingen                                                    |
| Beeckestijn, koetshuizen                                             | Bijgebouwen kastelen enz. | 1700-1800                      |                 | Rijksweg 136                         | 52° 27' 9" NB, 4° 39' 10" OL  | 506980 | Beeckestijn, koetshuizen                                             |
| Beeckestijn, tuinmuur met speelhuisjes                               | Tuin, park en plantsoen   | 18e eeuw 1959-1969 (rest.)     |                 | Rijksweg 136                         | 52° 27' 9" NB, 4° 39' 10" OL  | 506981 | Beeckestijn, tuinmuur met speelhuisjes                               |
| Beeckestijn, slangemuur nabij het rechter koetshuis                  | Tuin, park en plantsoen   | 1700-1725                      |                 | Rijksweg 136                         | 52° 27' 12" NB, 4° 39' 5" OL  | 506982 | Meer afbeeldingen                                                    |
| Beeckestijn, slangemuur nabij het linker koetshuis                   | Tuin, park en plantsoen   | 1900                           |                 | Rijksweg 136                         | 52° 27' 9" NB, 4° 39' 10" OL  | 506983 | Beeckestijn, slangemuur nabij het linker koetshuis                   |
| Beeckestijn, ijskelder                                               | Tuin, park en plantsoen   | 1700-1800                      |                 | Rijksweg 136                         | 52° 26' 56" NB, 4° 38' 55" OL | 506985 | Beeckestijn, ijskelder                                               |
| Beeckestijn, toegangshek naar het plein voor het hoofdgebouw         | Erfscheiding              | 1700-1800                      |                 | Rijksweg 136                         | 52° 27' 8" NB, 4° 39' 11" OL  | 506986 | Beeckestijn, toegangshek naar het plein voor het hoofdgebouw         |
| Beeckestijn, toegangshek tot het park nabij de tuinmanswoning        | Erfscheiding              | 1750-1800                      |                 | Rijksweg 136                         | 52° 26' 54" NB, 4° 38' 34" OL | 506987 | Beeckestijn, toegangshek tot het park nabij de tuinmanswoning        |
| Beeckestijn, Toegangshek tot het park aan de zuidzijde               | Erfscheiding              | 1800-1900                      |                 | Rijksweg 136                         | 52° 27' 1" NB, 4° 38' 39" OL  | 506988 | Beeckestijn, Toegangshek tot het park aan de zuidzijde               |
| Beeckestijn, paar hekpijlers nabij de gereconstrueerde rozentuin     | Erfscheiding              | 1700-1800                      |                 | Rijksweg 136                         | 52° 27' 9" NB, 4° 39' 10" OL  | 506989 | Beeckestijn, paar hekpijlers nabij de gereconstrueerde rozentuin     |
| Waterland, hoofdgebouw                                               | Kasteel, buitenplaats     | 1742-1766                      | Pieter de Swart | Rijksweg 116                         | 52° 27' 20" NB, 4° 38' 55" OL | 508280 | Meer afbeeldingen                                                    |
| Waterland, park- en tuinaanleg                                       | Tuin, park en plantsoen   | 1850-1900                      | L.A. Springer   | Rijksweg bij 116                     | 52° 27' 21" NB, 4° 38' 54" OL | 508282 | Meer afbeeldingen                                                    |
| Waterland, koetshuis                                                 | Bijgebouwen kastelen enz. | 1904                           |                 | Rijksweg 112                         | 52° 27' 22" NB, 4° 38' 51" OL | 508284 | Meer afbeeldingen                                                    |
| Waterland, stalwoning ("Huis van Daatje")                            | Bijgebouwen kastelen enz. | 18e eeuw                       |                 | Rijksweg 114                         | 52° 27' 22" NB, 4° 38' 53" OL | 508285 | Meer afbeeldingen                                                    |
| Waterland, tuinmanswoning                                            | Bijgebouwen kastelen enz. | 1913                           |                 | Rijksweg 118                         | 52° 27' 22" NB, 4° 38' 42" OL | 508286 | Meer afbeeldingen                                                    |
| Waterland, portierswoning                                            | Bijgebouwen kastelen enz. | 1920                           |                 | Rijksweg 108                         | 52° 27' 26" NB, 4° 38' 58" OL | 508287 | Meer afbeeldingen                                                    |
| Waterland, moestuinmuur                                              | Bijgebouwen kastelen enz. | 18e/19e eeuw                   |                 | Rijksweg bij 116                     | 52° 27' 20" NB, 4° 38' 46" OL | 508288 | Upload foto                                                          |
| Waterland, hekwerk van de moestuin                                   | Bijgebouwen kastelen enz. | 1850                           |                 | Rijksweg bij 116                     | 52° 27' 19" NB, 4° 38' 43" OL | 508289 | Upload foto                                                          |
| Waterland, toegangshek                                               | Bijgebouwen kastelen enz. | 1800-1900                      |                 | Rijksweg bij 116                     | 52° 27' 26" NB, 4° 38' 59" OL | 508290 | Meer afbeeldingen                                                    |
| Waterland, ijskelder                                                 | Bijgebouwen kastelen enz. | 1789                           |                 | Rijksweg bij 116                     | 52° 27' 23" NB, 4° 38' 43" OL | 508291 | Upload foto                                                          |
| Waterland, tuinbeeld Flora                                           | Bijgebouwen kastelen enz. | 18e eeuw                       |                 | Rijksweg bij 116                     | 52° 27' 19" NB, 4° 38' 52" OL | 508292 | Meer afbeeldingen                                                    |
| Waterland, tuinbeeld Neptunus                                        | Bijgebouwen kastelen enz. | 1700-1800                      |                 | Rijksweg bij 116                     | 52° 27' 15" NB, 4° 38' 55" OL | 508293 | Upload foto                                                          |
| Meervliet, moestuinmuur                                              | Bijgebouwen kastelen enz. | 19e eeuw                       |                 | Rijksweg bij 116                     | 52° 27' 27" NB, 4° 38' 52" OL | 508294 | Upload foto                                                          |
| Terrein waarin de resten van een fort met haven uit de Romeinse tijd | Archeologisch monument    | Romeinse tijd                  |                 | Amsterdamseweg/A22                   |                               | 515772 | Terrein waarin de resten van een fort met haven uit de Romeinse tijd |
| Pastorie                                                             | Kerkelijke dienstwoning   | 1888-1889                      |                 | Kerkesingel 1                        | 52° 27' 39" NB, 4° 38' 48" OL | 520715 | Meer afbeeldingen                                                    |
| Voormalig gemeentehuis                                               | Bestuursgebouw en onderdl | 1907                           |                 | Torenstraat 5                        | 52° 27' 42" NB, 4° 38' 48" OL | 520716 | Voormalig gemeentehuis                                               |
| Velserbeek: hoofdgebouw                                              | Kasteel, buitenplaats     | 1650-1660                      |                 | Velserbeek 1                         | 52° 27' 41" NB, 4° 38' 41" OL | 528904 | Meer afbeeldingen                                                    |
| Velserbeek: historische tuin- en parkaanleg                          | Tuin, park en plantsoen   | 17e-20e eeuw                   |                 | Velserbeek bij 1                     | 52° 27' 32" NB, 4° 38' 29" OL | 528905 | Meer afbeeldingen                                                    |
| Velserbeek: stalgebouwen                                             | Bijgebouwen kastelen enz. | laat 19e eeuw                  |                 | Velserbeek 4                         | 52° 27' 41" NB, 4° 38' 33" OL | 528906 | Meer afbeeldingen                                                    |
| Velserbeek: orangerie (theeschenkerij)                               | Bijgebouwen kastelen enz. | vroeg 19e eeuw                 |                 | Velserbeek 3                         | 52° 27' 37" NB, 4° 38' 35" OL | 528907 | Meer afbeeldingen                                                    |
| Velserbeek: chinese koepel                                           | Bijgebouwen kastelen enz. | ca. 1775                       |                 | Velserbeek bij 3                     | 52° 27' 37" NB, 4° 38' 35" OL | 528908 | Meer afbeeldingen                                                    |
| Velserbeek: jeneverhuisje                                            | Bijgebouwen kastelen enz. | ca. 1775                       |                 | Velserbeek bij 3                     | 52° 27' 37" NB, 4° 38' 35" OL | 528909 | Meer afbeeldingen                                                    |
| Velserbeek: muziektent                                               | Bijgebouwen kastelen enz. | ca. 1920 (bouw) 1928 (herbouw) |                 | Velserbeek bij 3                     | 52° 27' 37" NB, 4° 38' 35" OL | 528910 | Meer afbeeldingen                                                    |
| Velserbeek: hermitage                                                | Bijgebouwen kastelen enz. | ca. 1775                       |                 | Velserbeek bij 3                     | 52° 27' 37" NB, 4° 38' 35" OL | 528911 | Meer afbeeldingen                                                    |
| Velserbeek: hekwerk                                                  | Tuin, park en plantsoen   | ca. 1830-1835                  |                 | Velserbeek bij 3                     | 52° 27' 37" NB, 4° 38' 35" OL | 528912 | Meer afbeeldingen                                                    |